# Je vous aimais...
Pour le poème de Pouchkine, voir Je vous aimais.
Pour plus de détails, voir Fiche technique et Distribution.
Je vous aimais... («Я вас любил…», Ya vas lyubil...) est un film soviétique réalisé par Ilia Frez, sorti en 1967,.

## Fiche technique
- Titre français : Je vous aimais[3]
- Photographie : Andreï Kirillov, Mikhail Kirillov
- Musique : Nektarios Tchargeïchvili
- Décors : Alexandre Dikhtiar, Natali Chnaïder
- Montage : Valentina Mironova